# Ленора (Прахатице)
Ленора (чеш. Lenora) је насељено мјесто са административним статусом сеоске општине (чеш. obec) у округу Прахатице, у Јужночешком крају, Чешка Република.

## Становништво
Према подацима о броју становника из 2014. године насеље је имало 772 становника.